# Bayso (Sprache)
Bayso oder Baiso ist eine Sprache, die in Südäthiopien auf den Inseln Gidicho (Gidiccho, Gidiččo) und Golmaka (Gólmakka, Wollage, Wóolige) im Abayasee sowie an dessen Westufer gesprochen wird.
Bayso ist der Name eines Dorfes auf Gidicho, den die Bayso für sich selbst und ihre Sprache verwenden. Vor allem ältere Bayso sprechen zusätzlich Oromo, jüngere hingegen Wolaytta. Auf Gidicho leben neben den Bayso die Kachama-Ganjule oder Harro, die eine omotische Sprache sprechen.
Als Erster erkannte O. Neumann 1902 die Verwandtschaft des Bayso mit dem Somali. Sprachwissenschaftlich wurde das Bayso erstmals von Fleming 1964 beschrieben, eine genauere Beschreibung lieferte Hayward 1978/79. Das Bayso wird allgemein zu den Omo-Tana-Sprachen (auch „Makro-Somali“) gezählt, die ihrerseits zum kuschitischen Zweig der afroasiatischen Sprachen gehören. Geographisch liegt sein Verbreitungsgebiet weit nördlich von den übrigen Omo-Tana-Sprachen, umgeben von omotischen und von anderen ostkuschitischen Sprachen. Die Position innerhalb des Omo-Tana ist umstritten, manche Forscher klassifizieren Bayso zusammen mit Dassanetch, Arbore und der Sprache der El Molo als West-Omo-Tana, andere betrachten es als eigenen Zweig Nord-Omo-Tana.